# Liétor
Liétor é um município da Espanha, localizado na província de Albacete, comunidade autónoma de Castilla-La Mancha, de área  km² com população de 1520 habitantes (2004) e densidade populacional de 5,06 hab/km².

## Demografia
| Variação demográfica do município entre 1991 e 2004 | Variação demográfica do município entre 1991 e 2004 | Variação demográfica do município entre 1991 e 2004 | Variação demográfica do município entre 1991 e 2004 |
| --------------------------------------------------- | --------------------------------------------------- | --------------------------------------------------- | --------------------------------------------------- |
| 1991                                                | 1996                                                | 2001                                                | 2004                                                |
| 1922                                                | 1758                                                | 1597                                                | 1577                                                |